# Olimpiada Wiedzy o Polsce i Świecie Współczesnym
Olimpiada Wiedzy o Polsce i Świecie Współczesnym – przedmiotowa olimpiada szkolna z zakresu wiedzy o społeczeństwie, organizowana od 1960, skierowana do uczniów szkół ponadpodstawowych. Obecnie olimpiada jest finansowana przez Ministerstwo Edukacji Narodowej, na podstawie wyników otwartego konkursu ofert.

## Historia
Olimpiada miała pierwszą edycję w 1960 r. Była wtedy prowadzona m.in. przez ZMS (Związek Młodzieży Socjalistycznej) wspólnie z redakcją magazynu „Dookoła Świata” i Telewizji Polskiej. Do organizatorów wkrótce dołączył ZMW (Związek Młodzieży Wiejskiej). W pierwszych edycjach brały udział setki tysięcy uczniów z całej Polski, a finaliści byli zwolnieni z obowiązku zdawania matury w zakresie nauki o Polsce i świecie współczesnym.

## Struktura olimpiady
Zawody podzielone są na 3 części:
- jednoetapowe zawody I stopnia (szkolne) – test pisemny z programu stałego;
- dwuetapowe zawody II stopnia (okręgowe) – test pisemny oraz pytania problemowe (część ustna), obie części z zakresu programu stałego oraz zmiennego;
- trzyczęściowe zawody III stopnia (centralne) – test pisemny, część ustna oraz quiz dla 9 najlepszych laureatów (wszystkie części z zakresu programu stałego oraz zmiennego).

## Konkurs Oratorski i „Los Szczęścia”
Dodatkowo podczas zawodów centralnych organizowany jest Konkurs Oratorski o Nagrodę Specjalną Przewodniczącego Komitetu Głównego. Uczestniczy w nim trzech wylosowanych uczestników, każdy ma nie więcej niż 5 minut aby zaprezentować temat zmienny olimpiady. Ich wypowiedzi ocenia specjalne jury.
Od roku 2018 po konkursie odbywa się też losowanie „Los Szczęścia”, w którym bierze udział każdy finalista olimpiady. Wytypowany uczestnik wygrywa nagrodę pieniężną ufundowaną przez Przewodniczącego Komitetu Głównego.

## Uprawnienia finalisty i laureata
Uczestnicy eliminacji trzeciego etapu otrzymują oceny celujące z wiedzy o społeczeństwie na koniec danego roku szkolnego w którym uczestniczyli w olimpiadzie. Finaliści (60% najlepszych uczestników etapu pisemnego) na świadectwie maturalnym (na poziomie rozszerzonym) otrzymują najwyższą notę z tego przedmiotu i zwolnieni są z jego zdawania. Laureaci zwolnieni są z postępowania kwalifikacyjnego na niektóre kierunki uniwersytetów.

## Organizator
Organizatorem olimpiady jest Komitet Główny Olimpiady Wiedzy o Polsce i Świecie Współczesnym z siedzibą w Instytucie Europeistyki (wcześniej w Instytucie Nauk Politycznych) na Wydziale Nauk Politycznych i Studiów Międzynarodowych Uniwersytetu Warszawskiego. Funkcję przewodniczącego Komitetu Głównego Olimpiady pełni obecnie prof. Konstanty Adam Wojtaszczyk.

## Zakres tematyczny
Program olimpiady wykracza poza podstawę programową wiedzy o społeczeństwie. Pytania dotyczą m.in. problemów współczesnego świata, gospodarki, polityki międzynarodowej, konstytucyjnych ustrojów państw, integracji europejskiej oraz historii najnowszej.

## Tematy przewodnie
| Nr edycji OWPSW | Rok  | Temat |
| --------------- | ---- | --- |
| IV              | 1963 | Miejsce Polski we współczesnym świecie. Prawa i obowiązki obywatela PRL                                                           |
| V               | 1964 | XX-lecie Polski Ludowej |
| VI              | 1965 | XX-lecie Polski Ludowej i problematyka Ziem Zachodnich i Północnych                                                               |
| VII             | 1966 | Osiągnięcia, prawa i przywileje młodzieży uzyskane w XX-leciu Polski Ludowej                                                      |
| VIII            | 1967 | Znaczenie rewolucji październikowej dla rozwoju socjalizmu, dla Polski, dla pokoju i postępu społecznego na świecie               |
| IX              | 1968 | XXV-lecie Ludowego Wojska Polskiego                                                                                               |
| X               | 1969 | XXV-lecie Polski Ludowej |
| XI              | 1970 | 100 rocznica urodzin Włodzimierza Lenina i realizacja jego idei                                                                   |
| XII             | 1971 | Technnika, nauka, gospodarka i ekonomia                                                                                           |
| XV              | 1974 | Młodzież w trzydziestoleciu PRL                                                                                                   |
| XVI             | 1975 | Osiągnięcia lat 1970–1974 |
| XVII            | 1976 | Człowiek – Praca – Przyszłość – Realizacja zadań VI Zjazdu PZPR oraz budowy rozwiniętego społeczeństwa socjalistycznego w Polsce  |
| XVIII           | 1977 | Człowiek – Kraj – Świat – Kontynuacja dotychczasowych przedsięwzięć w zakresie podnoszenia kultury politycznej młodzieży szkolnej |
| XIX             | 1978 | Socjalizm przeobraża świat |
| XX              | 1979 | Pracą tworzymy socjalistyczną Polskę                                                                                              |
| XXI             | 1980 | PZPR przewodnią siłą narodu |
| XXII            | 1981 | O pokój i postęp społeczny w świecie                                                                                              |
| XXIII           | 1982 | Socjalizm – Polska, tradycja i współczesność                                                                                      |
| XXIV            | 1983 | Ojczyzna – Naród – Państwo |
| XXV             | 1984 | Polskie przemiany 1944-1984 |
| XXVI            | 1985 | O świat bez wojen |
| XXVII           | 1986 | Państwo – Obywatel – kultura polityczna                                                                                           |
| XXVIII          | 1987 | Pokój – przyjaźń – wyzwania rozwojowe                                                                                             |
| XXIX            | 1988 | Socjalizm – myśl i działanie |
| XXXI            | 1990 | Europa – perspektywa wspólnego domu                                                                                               |
| XXXVIII         | 1997 | Droga Polski do NATO i UE |
| XXXIX           | 1998 | Społeczeństwo i gospodarka rynkowa                                                                                                |
| XL              | 1999 | Chrześcijaństwo we współczesnym świecie                                                                                           |
| XLI             | 2000 | Media w nowoczesnym świecie |
| XLII            | 2001 | Stosunki Polski z sąsiadami |
| XLIII           | 2002 | Polska i Unia Europejska |
| XLV             | 2004 | Kultura polityczna w społeczeństwie demokratycznym                                                                                |
| XLVI            | 2005 | Fundusze strukturalne Unii Europejskiej                                                                                           |
| XLVII           | 2006 | Społeczeństwo obywatelskie |
| XLVIII          | 2007 | Społeczeństwo informacyjne |
| XLIX            | 2008 | Polska w stosunkach międzynarodowych                                                                                              |
| L               | 2009 | Bezpieczeństwo państwa |
| LI              | 2010 | Gospodarka i polityka |
| LII             | 2011 | Sport w życiu społecznym |
| LIII            | 2012 | Etyka w życiu publicznym |
| LIV             | 2013 | Kultura w życiu społecznym |
| LV              | 2014 | 10 lat Polski w Unii Europejskiej                                                                                                 |
| LVI             | 2015 | Rola ONZ w kształtowaniu ładu międzynarodowego                                                                                    |
| LVII            | 2016 | Polska w systemie bezpieczeństwa międzynarodowego                                                                                 |
| LVIII           | 2017 | Systemy religijne świata |
| LIX             | 2018 | Demokracja – istota, idee, cele i ich realizacja                                                                                  |
| LX              | 2019 | Polska i jej sąsiedzi. Polityka-Gospodarka-Społeczeństwo-Kultura                                                                  |
| LXI             | 2020 | Wyzwania społeczne współczesnego świata                                                                                           |
| LXII            | 2021 | Polonia i emigracja polska w XX wieku                                                                                             |
| LXIII           | 2022 | Demokratyczne państwo prawne |
| LXIV            | 2023 | Wybory w państwie współczesnym |
| LXV             | 2024 | 20 lat członkostwa Polski w Unii Europejskiej                                                                                     |
| LXVI            | 2025 | Współczesne systemy polityczne |